# شین کلای
شین کلای (به لاتین: Shin Kalay) یک منطقهٔ مسکونی در افغانستان است که در ولسوالی نادعلی واقع شده‌است.